# Wańkówka (dopływ Olszanki)
Wańkówka (Wańkowa) – potok, prawostronny dopływ Olszanki o długości 15,38 km.
Źródła potoku znajdują się na południowych stokach Chwaniowa, w okolicach jego najwyższej kulminacji Brańcowa (677 m n.p.m.), na wysokości około 530 m n.p.m. Dalej płynie przez kotlinę Górnej Ropienki, gdzie skręca na południe i, tworząc przełom, dociera do wsi Leszczowate, a stąd na południowy zachód przez Brelików, Wańkową, gdzie otrzymuje największy dopływ – Ropienkę. Na południe od Wańkowej tworzy głęboki przełom pomiędzy Górami Słonnymi a Magurą i następnie dociera do Olszanicy, gdzie uchodzi do Olszanki.